# Club de Regatas del Norte de Alemania

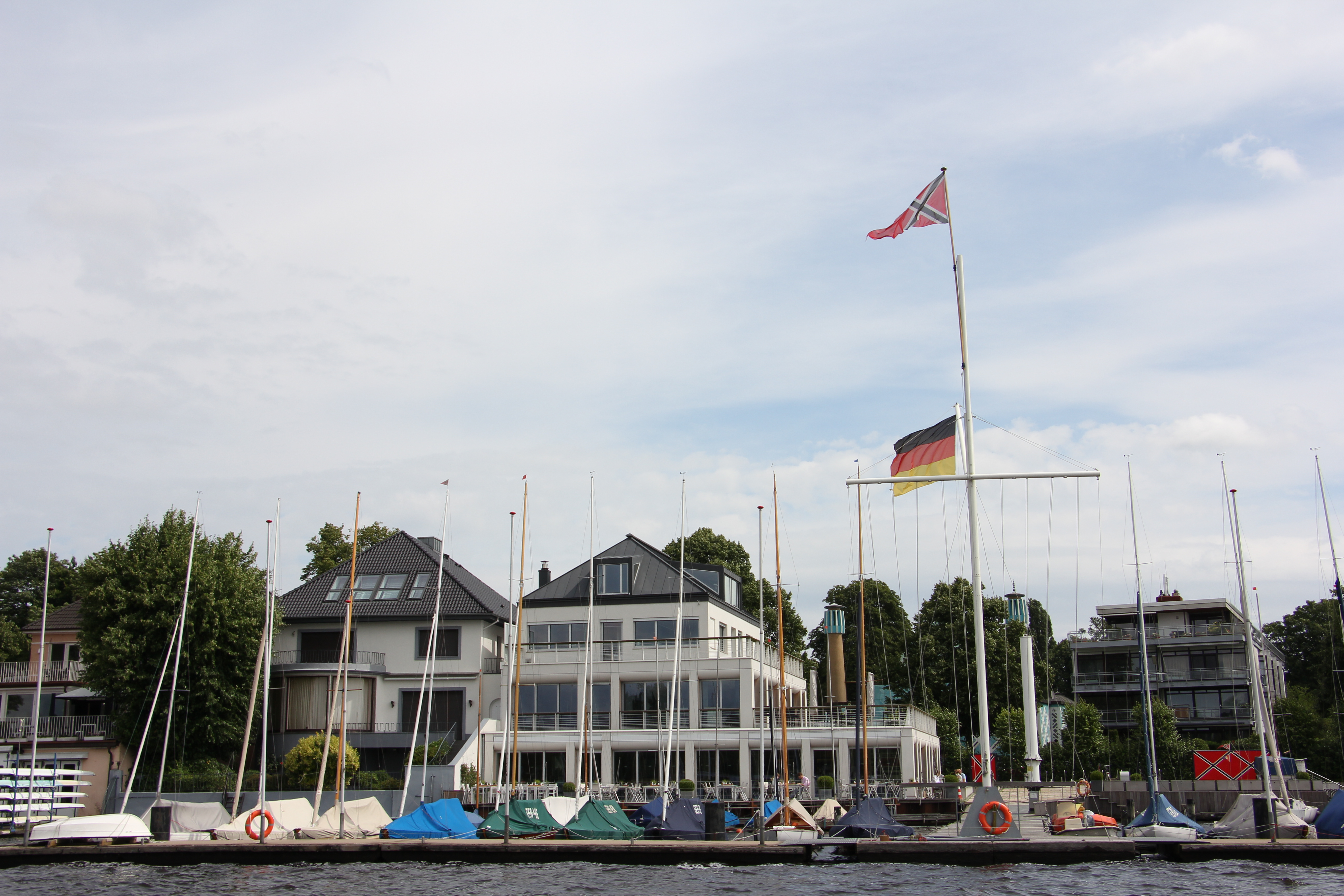
Sede social del club.

El Club de Regatas del Norte de Alemania (en alemán: Norddeutscher Regatta Verein), a veces traducido en Asociación de Vela del Norte de Alemania, es un club náutico ubicado en distrito de Hamburg-Nord de la ciudad-estado de Hamburgo, Alemania. Su sede social está situada frente al Außenalster. 
Es uno de los clubes coorganizadores de la Semana de Kiel.

## Historia
Fue fundado en 1868. El 23 de mayo de 2010, el tradicional edificio de su sede social, en el tradicional Außenalster tuvo que ser demolido después de un incendio. Fue reemplazado por un nuevo edificio en el mismo lugar.

## Medallas olímpicas
- En Berlín 1936, Peter Bischoff y Hans-Joachim Weise ganaron la medalla de oro en la clase Star, Werner Krogmann la de plata en monotipo, y Alfried Krupp von Bohlen, Hans Howaldt, Felix Scheder-Bieschin, Eduard Mohr, Fritz Bischoff y Otto Wachs a bordo del Germania III ganaron la medalla de bronce en la clase 8 m.
- En Roma 1960, Rolf Mulka e Ingo von Bredow ganaron la medalla de bronce en la clase Flying Dutchman.
- En México 1968, otro regatista del club, Ullrich Libor, ganó la medalla de plata en Flying Dutchman, como patrón del barco alemán, en el que le acompañó de tripulante Peter Naumann, regatista del Club de Vela de Hamburgo (Hamburger Segel-Club).
- En Múnich 1972, Ullrich Libor volvió a ganar medalla, esta vez de bronce, en Flying Dutchman, mientras que Wilhelm Kuhweide ganó el bronce en Star.
- En Los Ángeles 1984, Joachim Griese ganó la medalla de plata en Star.
- En Sídney 2000, Roland Gäbler y René Schwall ganaron la medalla de bronce en Tornado.